# مردی با مشت‌های آهنین ۲
مردی با مشت‌های آهنین ۲ (انگلیسی: The Man with the Iron Fists 2) فیلمی در ژانر رزمی است که در سال ۲۰۱۵ منتشر شد.

## خلاصه داستان
وقتی یک غریبه، زخمی و آسیب دیده نزدیک یک روستا پیدا می‌شود، یک معدنچی در خانه‌اش به او پناه می‌دهد تا بهبود یابد و پس از مدتی، حالش که بهتر می‌شود، تصمیم به انتقام سختی می‌گیرد. اما…